# Наупан (муниципалитет)
Наупан (исп. Naupan) — муниципалитет в Мексике, штат Пуэбла, с административным центром в одноимённом городе. Численность населения, по данным переписи 2010 года, составила 9 707 человек.

## Общие сведения
Название Naupan с языка науатль можно перевести как на стыке четырёх рек.
Площадь муниципалитета равна 60,4 км², что составляет 0,2 % от площади штата. Он граничит с другими муниципалитетами Пуэблы: на севере с Тлакуилотепеком, на востоке и юге с Уаучинанго, на западе с Пауатланом, а на юго-западе с другим штатом Мексики — Идальго.

## Учреждение и состав
Муниципалитет был образован в 1895 году, в его состав входит 15 населённых пунктов, самые крупные из которых:
| Код INEGI | Населённый пункт                        | Численность населения (2005 год) | Численность населения (2010 год) | Фото                 |
| 100       | Всего                                   | 9 748                            | 9 707                            |                      |
| 0001      | Наупан (административный центр)         | 1 614                            | 1 691                            | Вид на долину Наупан |
| 0010      | Тласпаналоя (исп. Tlaxpanaloya)         | 1 435                            | 1 429                            | Вид на долину Наупан |
| 0002      | Копила (исп. Copila)                    | 1 300                            | 1 406                            | Вид на долину Наупан |
| 0007      | Иксотитла (исп. Iczotitla)              | 1 371                            | 1 369                            | Вид на долину Наупан |
| 0005      | Чачауантла (исп. Chachahuantla)         | 1 357                            | 1 140                            | Вид на долину Наупан |
| 0004      | Куэятла (исп. Cueyatla)                 | 532                              | 611                              | Вид на долину Наупан |
| 0003      | Куауиуицотитла (исп. Cuahuihuitzotitla) | 509                              | 536                              | Вид на долину Наупан |

## Экономическая деятельность
По статистическим данным 2010 года, работоспособное население занято по секторам экономики в следующих пропорциях: сельское хозяйство и скотоводство — 60,5 %, обрабатывающая и производственная промышленность — 18,6 %, сфера услуг и туризма — 20,5 %.

## Инфраструктура
По статистическим данным 2010 года, инфраструктура развита следующим образом:
- электрификация: 96,8 %;
- водоснабжение: 89,9 %;
- водоотведение: 71,9 %.

## Туризм
Основные места, привлекающие туристов:
- церковь Святого Маркоса, построенная в XVII веке;
- прекрасные виды долины Наупан, а также водохранилище плотины Умильтеми.